# Torre dels Vaïllos
La Torre dels Vaïllos és un edifici històric de la ciutat d'Elx, en l'avinguda del Ferrocarril-Hort de la Torre. És un monument amb categoria de Bé d'Interés Cultural amb el codi 03.33.065-023.
La torre es va construir dins de la política defensiva il·licitana davant els atacs dels pirates berberiscos, que es va materialitzar amb l'alçament de diverses torres de guaita en el Camp d'Elx pels segles XV i XVI.
Com altres edificacions del mateix estil i període, la torre dels Vaïllos és de planta rectangular, amb quatre pisos, i feta de mamposteria. Té un reforç de carreu tallat als cantons i la base amb forma de talús. En la part superior hi ha una terrassa i quatre matacans. Hi ha una cornissa entre les plantes tercera i quarta.
Es va alçar com a torre exempta, a la que posteriorment s'hi van adherir edificis, els quals enderrocats, han deixat la torre en l'estat exempt original. Al principi s'entrava per la primera planta, serà en època tardana, quan ja no era un edifici de caràcter defensiu, quan s'hi va obrir porta a la planta baixa. Sobre el dintell hi ha un escut nobiliari, pràcticament esborrat.
Rep la seua denominació de l'antiga família propietària de la torre, els Vaillo de Llanos, de la xicoteta noblesa elxana amb el títol de comtes de Torre del Pla.